# Melody Johnson
Melody Johnson (ur. 17 stycznia 1983 w Oakville) – kanadyjska aktorka filmowa i telewizyjna, była aktorka dziecięca.

## Filmografia
- 1993: J.F.K.: Reckless Youth – młoda Eunice Kennedy
- 1994: Droga do Avonlea – młoda dziewczyna
- 1996: Gęsia skórka – Samantha Byrd
- 1996–1997: Tucker, Becka i inni – Maxine Morrow
- 1998: Eerie, Indiana: Inny wymiar – Holly Roberts
- 1999: Życie do poprawki – młoda Dana Hancock
- 2001: Jason X – Kinsa
- 2004: Kevin Hill – ekspedientka
- 2014: Hemlock Grove – Darla
- 2018: Zwyczajna przysługa – policjantka#2
- 2018: Titans – Nuclear Mom